# Černínova douglaska
Černínova douglaska, též Chudenická douglaska, je vzácný strom v Americké zahradě v Chudenicích. Stoosmdesátiletá douglaska tisolistá (Pseudotsuga menziesii) patří společně s douglaskou rostoucí v německém přírodním parku Wildeshauser Geest u Oldenburgu ke dvěma nejstarším stromům svého druhu v Evropě.

## Historie
V Chudenicích byla vysazena v roce 1842, když byla jako tříletá dovezena ze školkařské firmy James Booth & Söhne z hamburské městské části Flottbeck. Velmi pravděpodobně šlo o první výsadbu v Česku i ve střední Evropě. Douglaska je pojmenována po Eugenu Černínovi, zakladateli zdejšího arboreta. V roce 2016 se douglaska umístila na 5. místě v anketě Strom roku.

## Popis stromu
Mohutný strom zavětvený až k zemi má hluboce rozpukanou kůru. Podle nejnovějšího měření z roku 2010 strom dosahuje výšky 34,8 m, obvod kmene měřený ve výšce 1,3 m nad zemí byl 572 cm a obvod koruny stromu 68 m.
Černínova douglaska není vyhlášena jako památný strom, protože je chráněna jako součást národní přírodní památky.

## Stromy v okolí
- Tis v Chudenicích
- Chudenická lípa
- Zámecká lípa v Chudenicích
- Dub v Lučici
- Douglaska v Újezdci
- Lázeňská lípa